# Gryllosoma choco
Gryllosoma choco är en insektsart som beskrevs av Morgan Hebard 1928. Gryllosoma choco ingår i släktet Gryllosoma och familjen syrsor. Inga underarter finns listade i Catalogue of Life.